# Нарболия
Нарболия (итал. Narbolia) — коммуна в Италии, располагается в регионе Сардиния, подчиняется административному центру Ористано.
Население составляет 1737 человек, плотность населения составляет 42,9 чел./км². Занимает площадь 40,49 км². Почтовый индекс — 9070. Телефонный код — 0783.
Покровительницей коммуны почитается святая Репарата, празднование 8 октября.